# Deh Now (ort i Hormozgan)
Deh Now (persiska: دهنو قلندران, ده نو) är en ort i Iran.   Den ligger i provinsen Hormozgan, i den södra delen av landet, 1 000 km söder om huvudstaden Teheran. Deh Now ligger 337 meter över havet och antalet invånare är 135.
Terrängen runt Deh Now är kuperad åt nordväst, men åt sydost är den platt.Runt Deh Now är det glesbefolkat, med 11 invånare per kvadratkilometer. Närmaste större samhälle är Gachūyeh, 6,9 km söder om Deh Now. Trakten runt Deh Now är ofruktbar med lite eller ingen växtlighet.